# 트롤리 폴

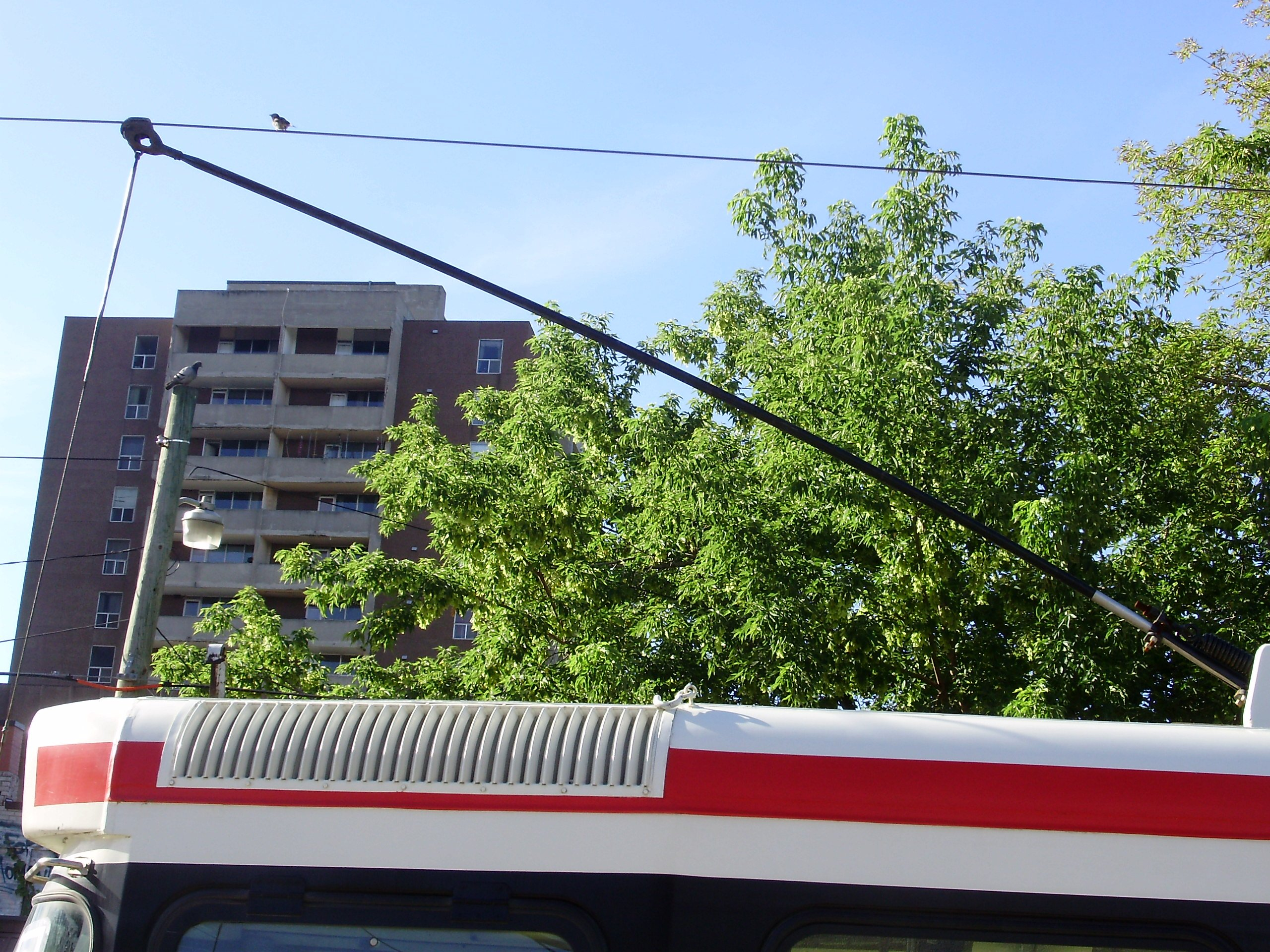

트롤리 폴(Trolley pole)은 전기가 통하는 가공 전차선에서 노면전차나 트롤리버스의 제어 장치와 전기 견인 전동기로 전기를 전송하는 데 사용되는 목재 또는 금속으로 된 테이퍼형 원통형 기둥이다. 집전체의 일종이다. 현재 수집 시스템에서 가공선을 사용하는 것은 1880년 프랭크 J. 스프래그(Frank J. Sprague)의 발명으로 알려져 있지만, 최초의 작동 가능한 트롤리 폴은 1885년 가을 찰스 반 디포엘(Charles Van Depoele)에 의해 개발 및 시연되었다.

## 같이 보기
- 집전장치
- 철도의 전철화